# Горгідзе Григорій Миколайович
Григорій Миколайович Горгідзе (?, тепер Грузія — ?) — грузинський радянський діяч, начальник шахти імені Леніна тресту «Тквібулвугілля» Грузинської РСР. Депутат Верховної ради СРСР 1-го скликання.

## Життєпис
Народився в бідній селянській родині.
З кінця 1920-х років працював вибійником тресту «Тквібулвугілля» Грузинської РСР. Член ВКП(б).
На 1937—1941 роки — завідувач (директор, начальник) шахти імені Леніна тресту «Тквібулвугілля» Грузинської РСР.
Подальша доля невідома.

## Нагороди
- орден Трудового Червоного Прапора (24.02.1941)
- орден «Знак Пошани» (22.03.1936)
- медаль «За трудову відзнаку» (17.02.1939)
- медалі